# Abdul Koroma
Abdul G. Koroma (ur. 29 września 1943 we Freetown) - prawnik i dyplomata ze Sierra Leone, sędzia Międzynarodowego Trybunału Sprawiedliwości.
Jest absolwentem Uniwersytetu Kijowskiego i King’s College w Londynie.
Był przedstawicielem Sierra Leone przy ONZ (1981–1985), przy Wspólnotach Europejskich i UNESCO (1985–1988) i przy OJA (1988–1992), będąc jednocześnie akredytowany jako ambasador Sierra Leone przy wielu państwach.
W latach 1982–1994 był członkiem Komisji Prawa Międzynarodowego (w 1991 jej przewodniczył). Współpracował w przygotowaniu konwencji prawa morza z 1982, statutu Międzynarodowego Trybunału Karnego, kodeksu zbrodni przeciwko pokojowi i bezpieczeństwu ludzkości.
W latach 1994–2012 (przez dwie kadencje) był sędzią Międzynarodowego Trybunału Sprawiedliwości. Przewodniczy też Centrum Dialogu Humanitarnego im. Henri Dunanta.